# Anneliese Rothenberger gibt sich die Ehre
Anneliese Rothenberger gibt sich die Ehre war eine musikalische Unterhaltungssendung im deutschen Fernsehen.

## Beschreibung der Sendungsreihe
Die einzelnen Sendungen wurden von der Opernsängerin (lyrischer Sopran) und Kammersängerin Anneliese Rothenberger moderiert. Die im Vorfeld aufgezeichneten Sendungen wurden ab 1971 im ZDF ausgestrahlt. In den Sendungen traten jeweils verschiedene Sänger auf, die eine Kostprobe aus ihrem Repertoire aufführten. 
Der Schwerpunkt dieser musikalischen Darbietung lag in der Regel auf den Sparten Oper, Operette, Musicals und Kammermusik, aber auch Schlager und Volksmusik waren vertreten. Gäste waren u. a. Plácido Domingo, Johannes Heesters, Jürgen von Manger und Paul Hörbiger.
Gelegentlich wurden alte Aufzeichnungen im ZDFtheaterkanal wiederholt.
Später moderierte sie noch als Folgeformat die Sendung Anneliese Rothenberger stellt vor, in der vor allem Nachwuchstalente vorgestellt wurden.

## Webarchiv
- Anneliese Rothenberger gibt sich die Ehre bei IMDb